# 1925 în artă
← 1922 în artă — 1923 în artă — 1924 în artă ——  1925 în artă  —— 1926 în artă — 1927 în artă — 1928 în artă →
1924 în artă implică o serie de evenimente:

## Evenimente

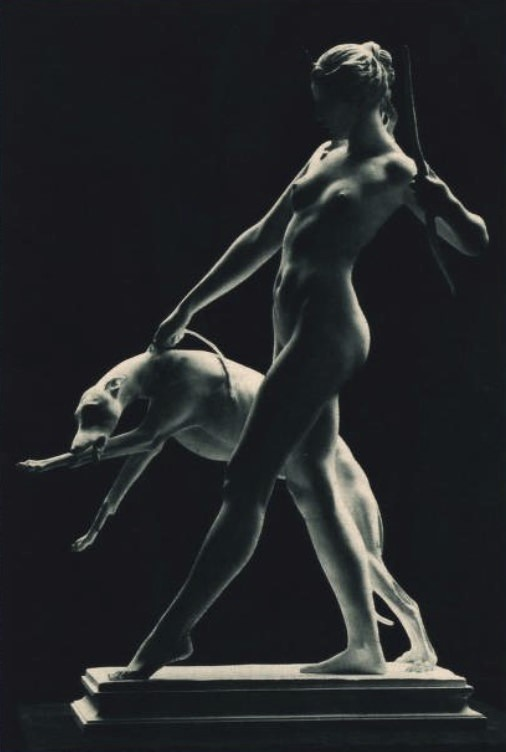
1925 — Sculptura Diana de Edward McCartan – WikiData Q5344384 – (1879 – 1947)

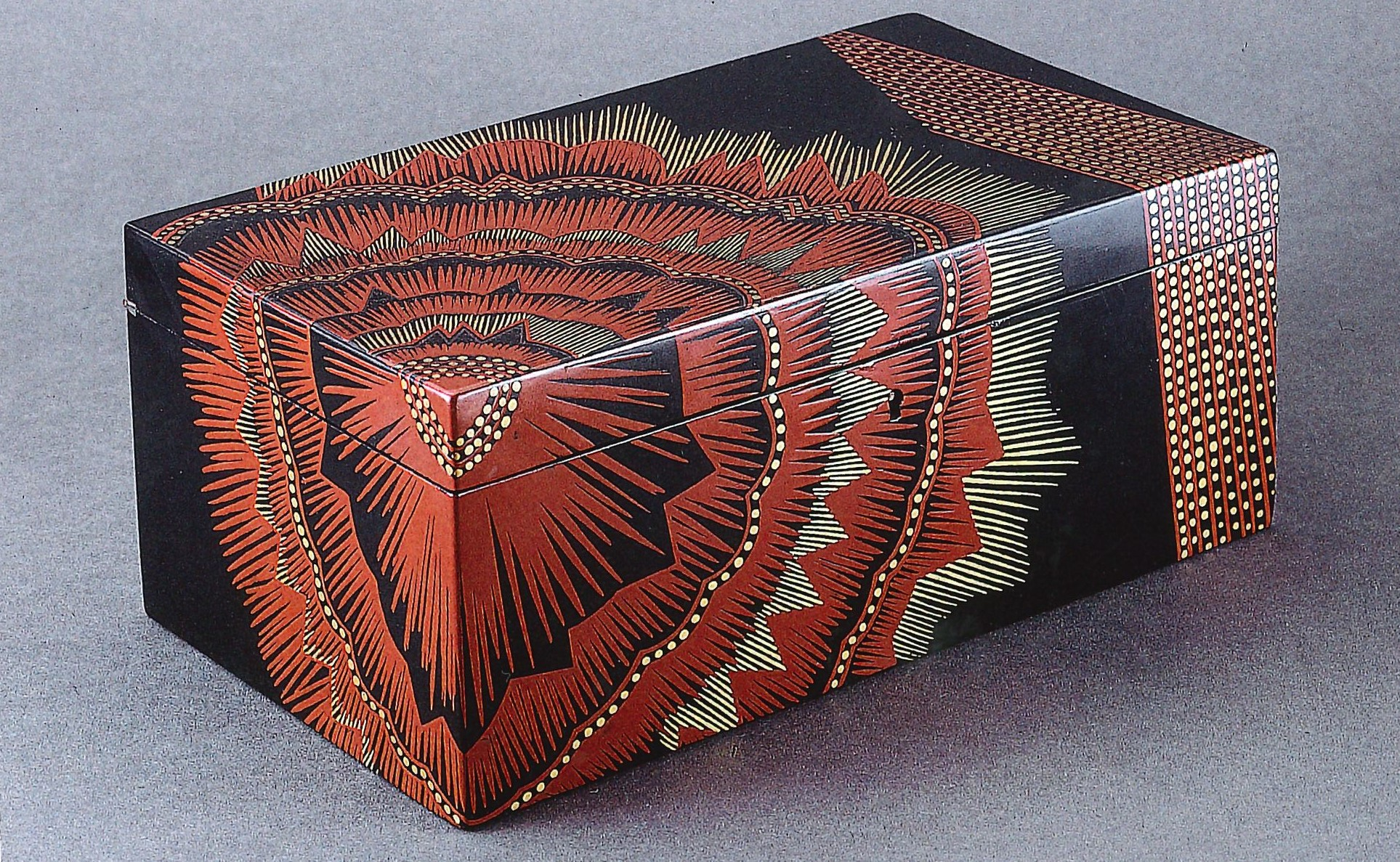
1925 — Cutie pictată și lăcuită, realizată de elvețianul Jean Dunand (1877 – 1942), acuarelist, designer, ebenist, muralist, sculptor și pictor.

### Evenimente artistice oriunde
29 aprilie — 8 noiembrie
- Expoziția Internațională a Artelor Decorative și Industriale Moderne  este deschisă, după ce fusese programată încă din 1912 și amânată, din varii motive, de mai multe ori (în 1912, 1922 și 1924), fiind pregătită și organizată, are loc, în sfârșit.

Importanța sa în artă, în general, și în viața de zi cu zi, va fi enormă, impactând societatea umană, în majoritatea țărilor, pe toate continentele, după un secol de la deschiderea sa (1925 - 2025), generând curente artistice majore, printre care Art Deco va fi cel mai „vizibil.”

### Alte evenimente artistice oriunde
- 23 februarie – Stanley Spencer se căsătorește cu Hilda Carline.

- 31 martie – Complexa și ultra influentă instituție artistică Bauhaus se închide în Weimar și se mută „cu arme și bagaje” în Dessau.
- Aprilie – Octombrie – La Paris, Ministerul Comerțului și Industriei sponzorizează importanta expoziția-eveniment numită atunci Expoziția Internațională de Arte Industriale Moderne și Decorative.

Evenimentul devenit remarcabil, cu puternice reverberații în varii domenii umane, de la artă și arhitectură până la viața de zi cu zi, marchează natural punctul de start al puternicei și influentei mișcări artistice Art Deco.
Grupul de exponate, grupate în jurul conceptului unic al arhitectului Le Corbusier, pavilionul intitulat Pavillon d'Esprit Nouveau (1925), este atât de lipsit de apreciere din partea organizatorilor, încât acei ciudați birocrați ai acelor timpuri înconjoară întregul pavilion al marelui arhitect cu un gard înalt de șase (6) metri.
- 9 mai – Josef Albers se căsătorește cu Anni Fleischmann.

- 17 septembrie – Frida Kahlo, în vârstă de abia de 18 ani, este rănită grav și permanent, atunci când un autobuz în care se afla intră în coliziune cu un tramvai în Ciudad de Mexico; începe să picteze în timp ce este imobilizată după accident.

- Toamna – Alfred Stieglitz și Georgia O'Keeffe se mută într-un apartament aflat la etajul superior al Hotelului Shelton Towers din NYC- New York City, de unde încep să fotografieze și să picteze peisajele. Anul acesta, Stieglitz începe, de asemenea, să realizeze seria sa de fotografii abstracte de nori, intitulată Equivalents.

- 13 - 14 noiembrie – Exact la miezul nopții — Prima expoziție suprarealistă se deschide la Galerie Pierre, la Paris.

- Nach Expressionismus – Magischer Realismus: Probleme der neuesten europäischen Malerei – După expresionism – Realismul magic: problemele celor mai recente picturi europene de Franz Roh este publicată, introducând termenul de realism magic în critica culturală și, apoi, în conștiința marelui public.

### Evenimente artistice oriunde
- 2 martie
- 8 mai –

 Fără date precise 

## Premii
- Premiul Archibald – W B McInnes – Portrait of a Lady - Portretul unei doamne

## Nașteri

### Ianuarie - iunie
- 1 ianuarie –
- 23 ianuarie –
- 3 martie –
- 28 martie –
- 24 aprilie –
- 7 mai –
- 22 iunie –

### Iulie - decembrie
- 3 iulie –
- 25 iulie –
- 1 august –
- 3 septembrie –
- 3 octombrie –
- 6 octombrie –

## Decese
- 23 ianuarie –
- 19 februarie –
- 16 martie –
- 15 mai –

## Galerie (lucrări din1925)

Lucrări reprezentative
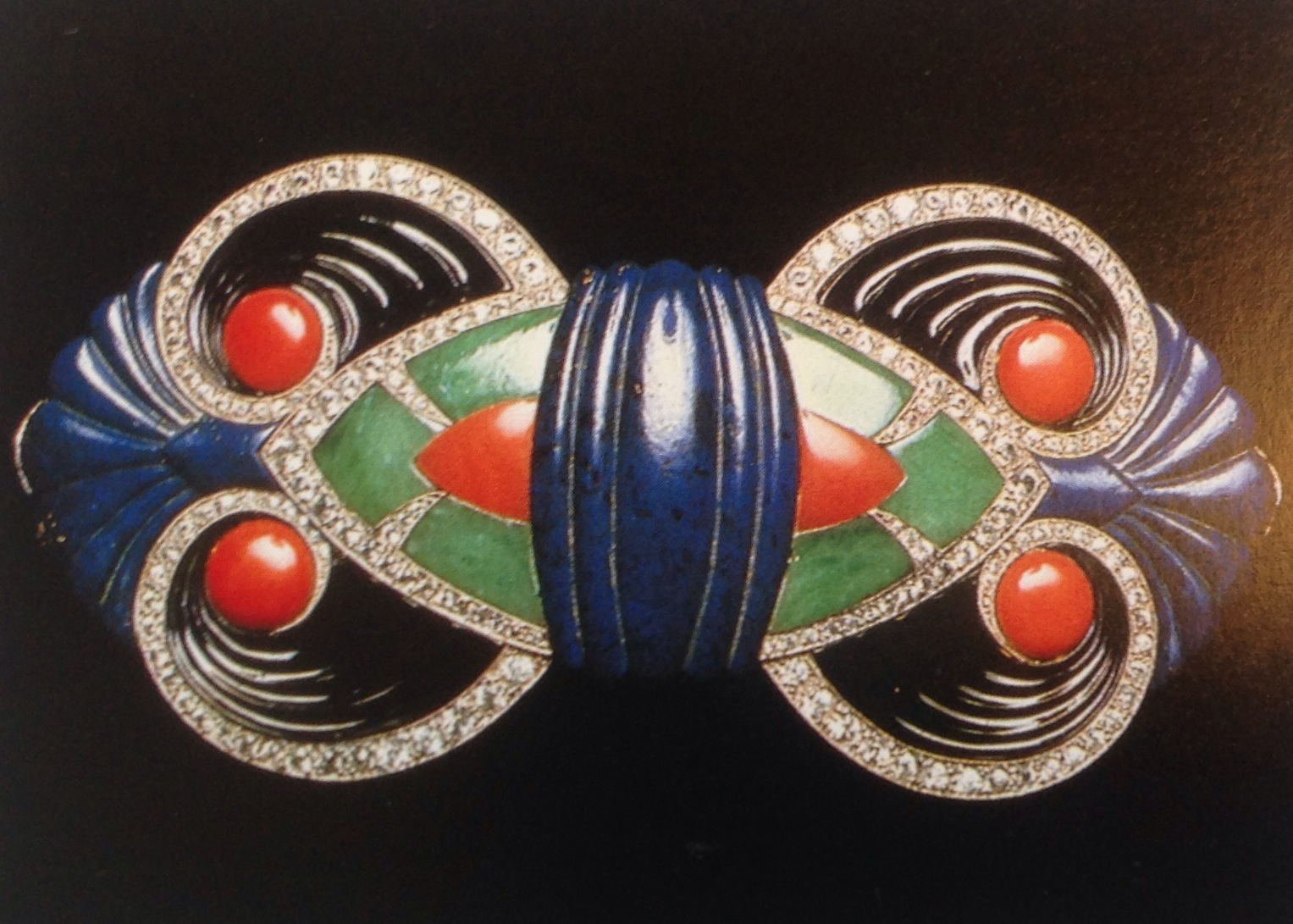
1925 — Autor necunoscut — Buclă Art Deco de la firma Boucheron, Paris (1925)
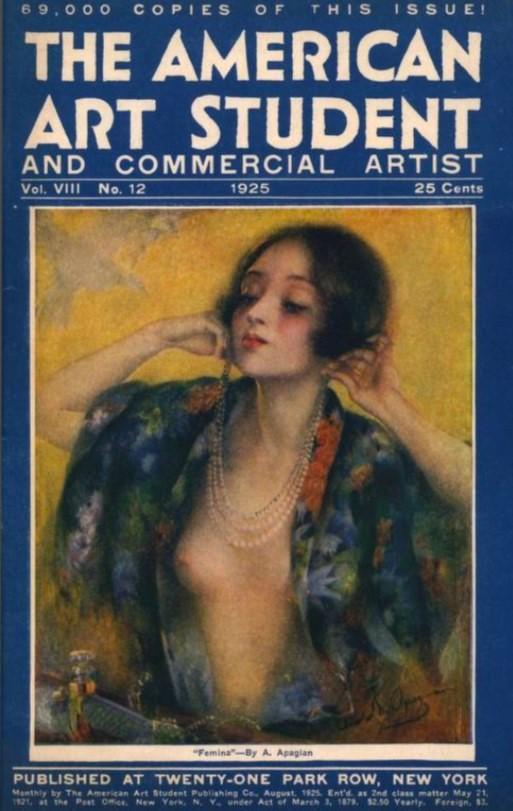
1925 — Coperta revistei American Art Student and Commercial Artist – "Femina" de Agop Apagian (1925)
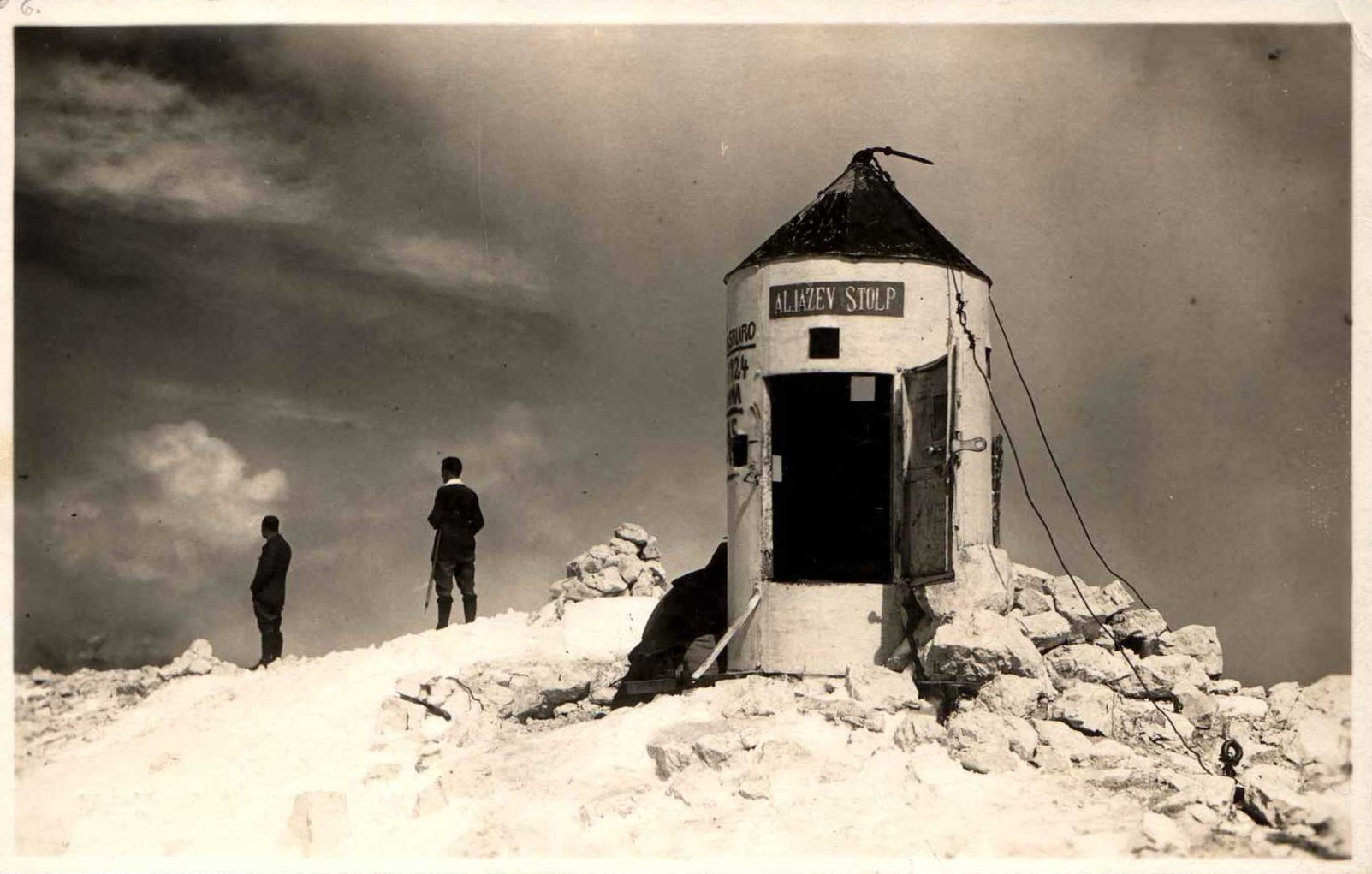
1925 — Slovenia – Refugiu în munți (1925)
1925 — Jules Courvoisier – WikiData Q1711678 – (1884 – 1936)
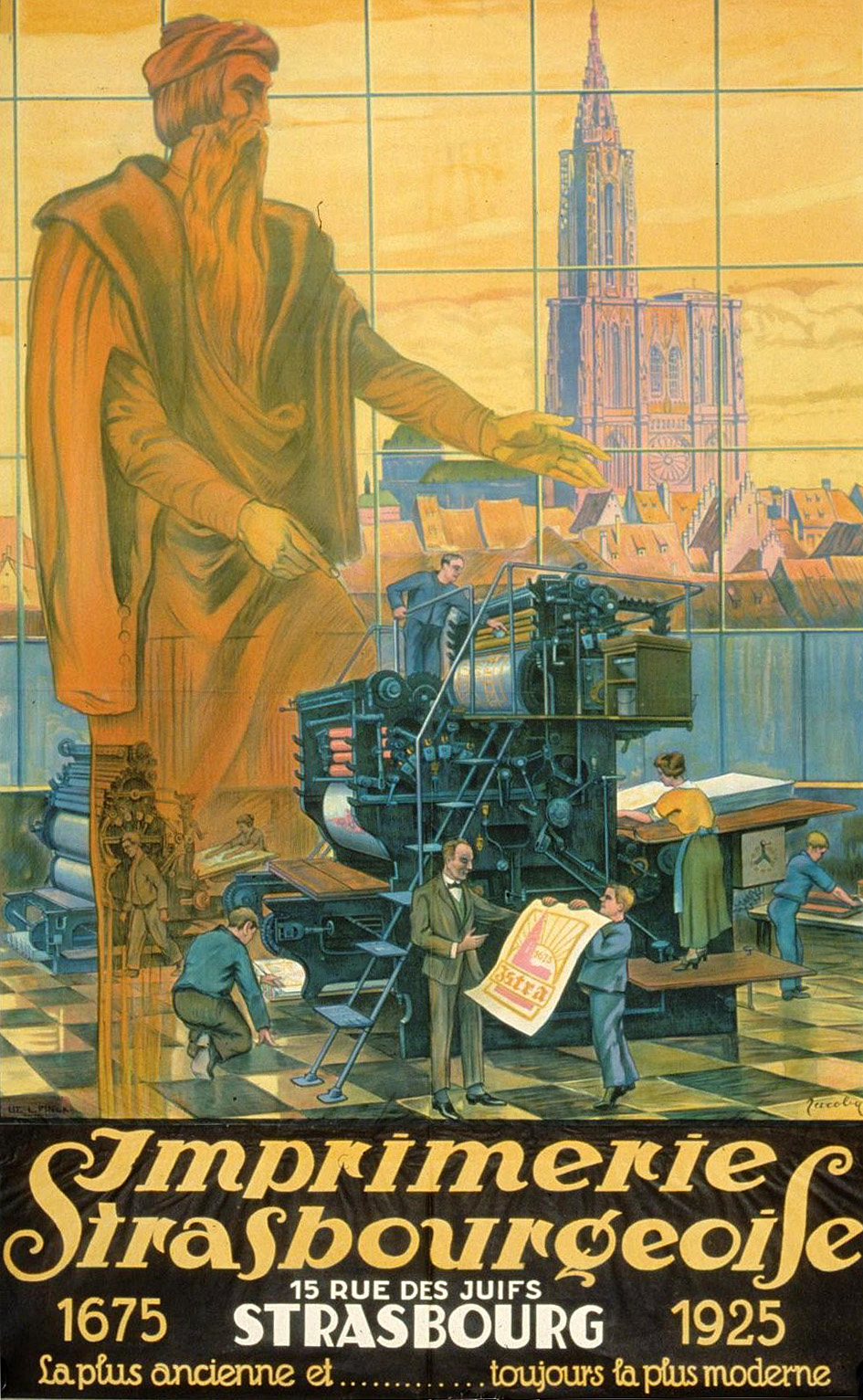
1925 —
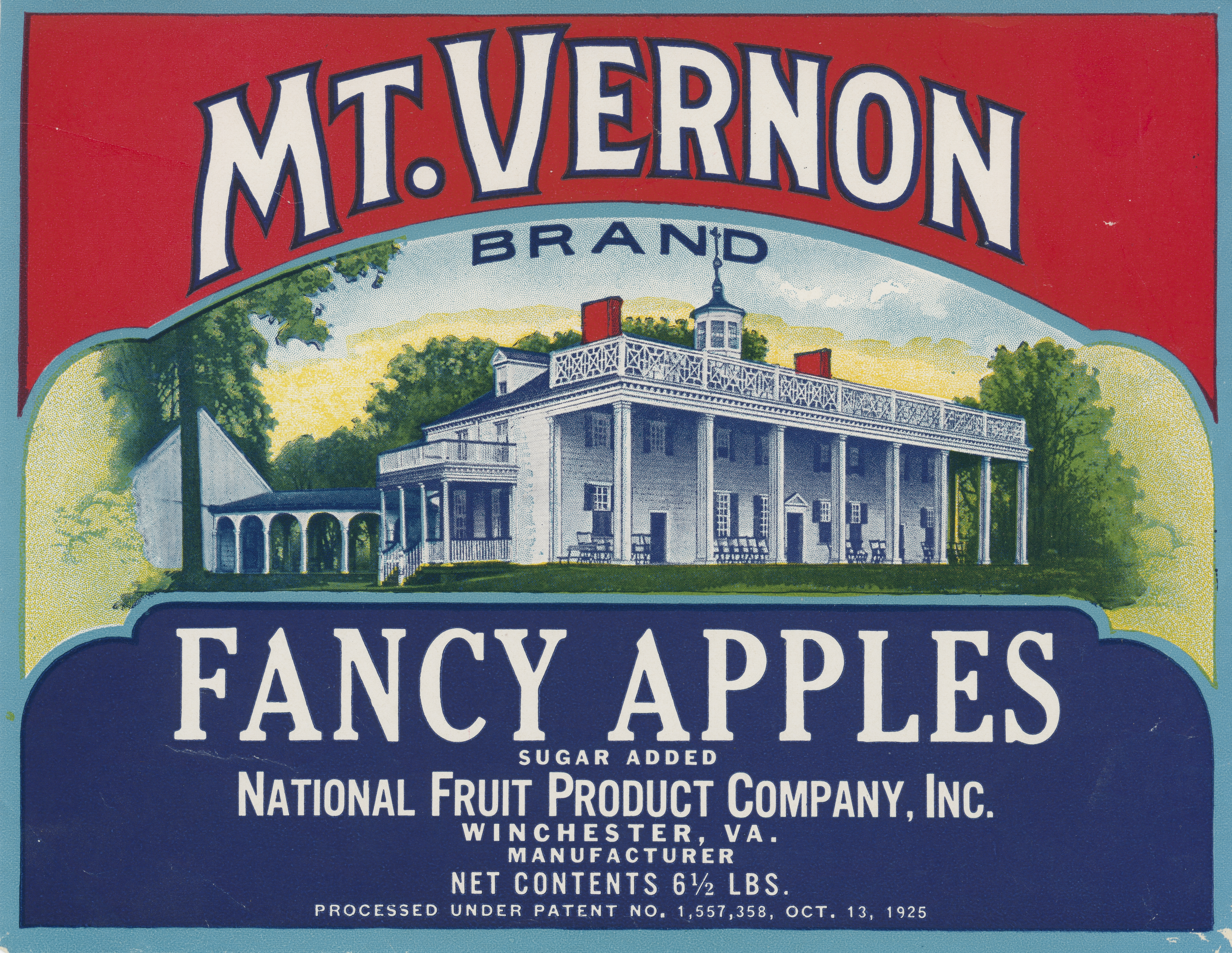
1925 —
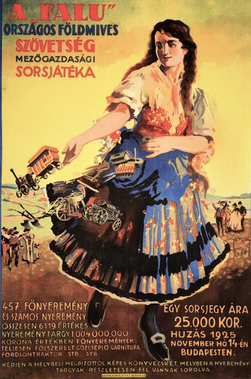
1925 —
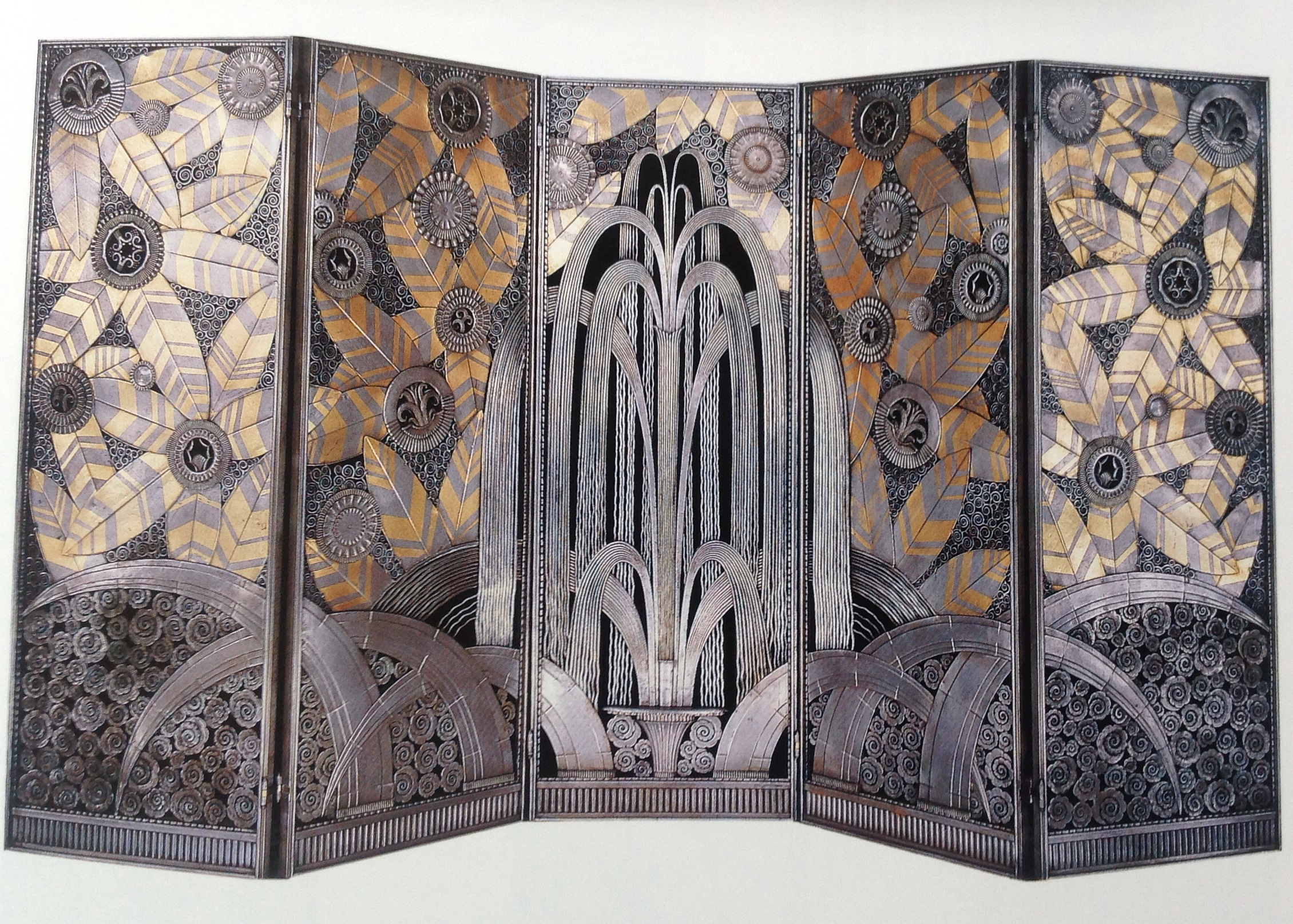
1925 — Edgar William Brandt (1880 - 1960) - Art Deco screen "Oasis" 1925
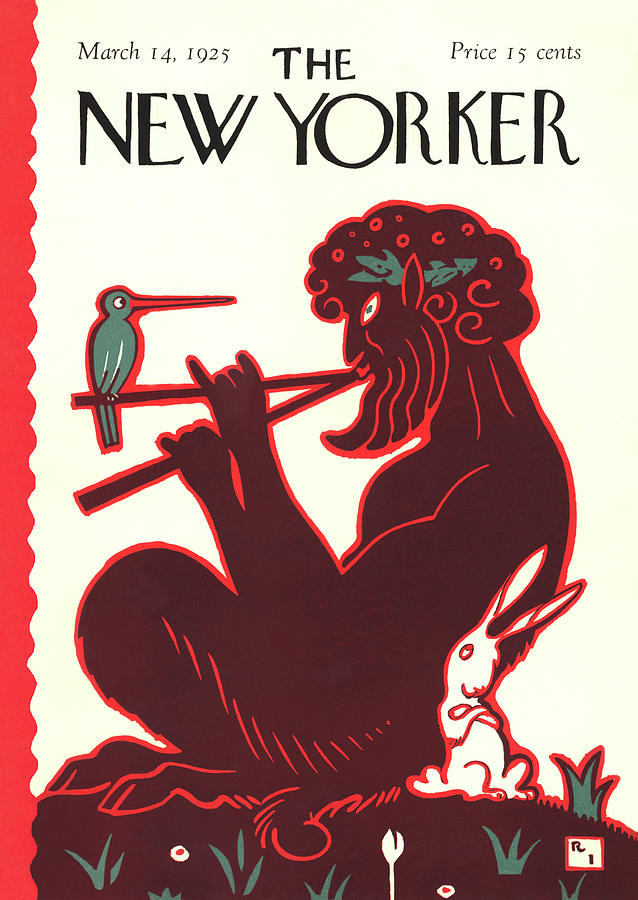
1925 — Coperta revistei New Yorker din 14 martie 1925 — Autor Rea Irvin (1881 – 1972)